# Mount Shirley
Mount Shirley ist ein eisbedeckter Berg nahe der Ruppert-Küste im westantarktischen Marie-Byrd-Land. Er ragt auf der Westseite der Mündung des Land-Gletschers auf. Seine Ostflanke ist gekennzeichnet durch einen markanten Bergkessel.
Teilnehmer der United States Antarctic Service Expedition (1939–1941) entdeckten ihn und benannten ihn nach Charles C. Shirley (1909–1989), leitender Fotograf der Westbasis bei dieser Forschungsreise.